# ماسلو
ماسلو (به ایتالیایی: Massello) یک کومونه در ایتالیا است که در استان تورین واقع شده‌است.

## خصوصیات
ماسلو ۳۸٫۹ کیلومترمربع مساحت و ۵۷ نفر جمعیت دارد و ۱٬۱۸۸ متر بالاتر از سطح دریا واقع شده‌است.